# Peter Buzzi
‎Peter Buzzi, italijanski jezuit, pedagog, matematik, filozof in teolog, * 5. januar 1665, Julijska Krajina, † 21. september 1743, Gorica.
Bil je rektor Jezuitskega kolegija v Gorici (4. maj 1710–1. oktober 1713) in v Ljubljani (14. november 1725–21. november 1728). 
Matematiko in moralno teologijo je poučeval še v Győru.